# Biathlon ai I Giochi olimpici giovanili invernali - Staffetta mista
La gara della staffetta mista di biathlon ai I Giochi olimpici giovanili invernali di Innsbruck 2012 si è tenuta nella Seefeld Arena di Seefeld in Tirol il 19 gennaio. Hanno preso parte a questa gara 72 atleti in rappresentanza di 18 nazioni.

## Risultato
| Pos. | Pett.               | Atleti                                                                       | Penalità (Pe+Pr Se+Sr)                   | Tempo                                     | Distacco |
| ---- | ------------------- | ---------------------------------------------------------------------------- | ---------------------------------------- | ----------------------------------------- | -------- |
|      | 1-1 1-2 1-3 1-4     | Germania Franziska Preuß Laura Hengelhaupt Maximilian Janke Niklas Homberg   | 0+4 0+3 0+0 0+2 0+1 0+0 0+2 0+1          | 1h11'06"8 16'26"0 16'40"4 18'56"0 19'04"4 |          |
|      | 2-1 2-2 2-3 2-4     | Norvegia Kristin Sandeggen Karoline Næss Håkon Livik Kristian André Ålerud   | 0+3 0+5 0+1 0+0 0+1 0+1 0+0 0+3          | 1h13'11"7 17'07"3 17'56"4 19'33"5 18'34"5 | +2'04"9  |
|      | 4-1 4-2 4-3 4-4     | Francia Léa Ducordeau Chloé Chevalier Fabien Claude Aristide Begue           | 0+5 1+7 0+1 0+0 0+2 1+3 0+1 0+2          | 1h13'27"8 17'13"8 18'24"1 19'08"8 18'41"1 | +2'21"0  |
| 4    | 6-1 6-2 6-3 6-4     | Ucraina Julija Czurawok Anastazija Merkuszyna Dmytro Ignatiew Maksym Iwko    | 0+5 3+7 0+1 0+0 0+1 0+1 0+2 2+3 0+1 1+3  | 1h14'47"5 17'02"6 16'41"3 20'55"5 20'08"1 | +3'40"7  |
| 5    | 7-1 7-2 7-3 7-4     | Italia Lisa Vittozzi Anna Savin Federico Di Francesco Xavier Guidetti        | 0+5 0+6 0+2 0+3 0+0 0+1 0+2 0+1 0+1 0+1  | 1h15'46"6 17'44"8 18'07"4 19'58"8 19'55"6 | +4'39"8  |
| 6    | 5-1 5-2 5-3 5-4     | Svezia Linn Persson Lotten Sjoden Mattias Jonsson Niklas Forsberg            | 3+9 0+3 0+0 0+0 0+3 0+0 2+3 0+1 1+3 0+2  | 1h16'02"9 17'08"9 17'25"5 21'18"9 20'09"6 | +4'56"1  |
| 7    | 9-1 9-2 9-3 9-4     | Rep. Ceca Erika Jislova Jessica Jislová Adam Vaclavik Ondrej Hosek           | 0+7 1+8 0+3 0+2 0+0 0+2 0+1 1+3 0+3 0+1  | 1h17'11"5 18'56"7 17'41"7 19'48"8 20'44"3 | +6'04"7  |
| 8    | 16-1 16-2 16-3 16-4 | Estonia Maarja Maranik Meril Beilmann Tarvi Sikk Rene Zahkna                 | 1+8 3+10 0+3 0+1 0+1 1+3 1+3 1+3         | 1h17'29"3 18'19"8 18'19"4 20'42"3 20'07"8 | +6'22"5  |
| 9    | 18-1 18-2 18-3 18-4 | Canada Sarah Beaudry Danielle Vrielink Aidan Millar Stuart Harden            | 3+5 2+8 0+2 0+2 0+0 0+2 3+3 2+3 0+0 0+1  | 1h17'29"7 17'33"5 17'46"0 23'21"8 18'48"4 | +6'22"9  |
| 10   | 8-1 8-2 8-3 8-4     | Bielorussia Tatsiana Tryfanava Liudmila Kiaura Viktar Krjuko Raman Malusza   | 4+7 0+3 4+3 0+1 0+1 0+1 0+2 0+0          | 1h17'36"8 20'10"6 18'17"1 19'09"3 19'59"8 | +6'30"0  |
| 11   | 10-1 10-2 10-3 10-4 | Slovenia Eva Urevc Anthea Grum Vid Zabret Miha Dovzan                        | 0+8 2+9 0+3 2+2 0+2 0+2 0+3 0+2 0+0 0+3  | 1h18'07"6 19'13"7 18'42"5 20'32"4 19'39"0 | +7'00"8  |
| 12   | 12-1 12-2 12-3 12-4 | Polonia Kinga Mitoraj Beata Lassak Jakub Topór Mateusz Janik                 | 2+8 2+10 1+3 2+3 0+0 0+3 0+2 0+3 1+3 0+1 | 1h18'55"5 19'39"7 18'42"1 19'45"1 20'48"6 | +7'48"7  |
| 13   | 13-1 13-2 13-3 13-4 | Austria Julia Reisinger Magdalena Millinger Michael Pfeffer Thorsten Bischof | 1+7 3+9 0+3 0+0 0+1 1+3 0+0 1+3 1+3 1+3  | 1h19'05"3 17'33"9 18'54"9 20'05"4 22'31"1 | +7'58"5  |
| 14   | 11-1 11-2 11-3 11-4 | Stati Uniti Anna Kubek Aleksandra Zakrzewska Nick Proell Sean Doherty        | 4+10 0+6 0+2 0+1 1+3 0+2 3+3 0+2         | 1h20'03"4 17'50"4 19'52"4 21'31"3 20'49"3 | +8'56"6  |
| 15   | 17-1 17-2 17-3 17-4 | Bulgaria Daniela Kadeva Mariela Georgieva Radi Palevski Denislav Shehtanov   | 0+2 1+6 0+0 0+0 0+1 1+3 0+1 0+1 0+0 0+2  | 1h20'19"6 19'20"6 19'41"6 20'18"7 20'58"7 | +9'12"8  |
| 16   | 15-1 15-2 15-3 15-4 | Finlandia Jenny Ingman Erik Janka Heikki Laitinen Antti Repo                 | 3+10 1+9 1+3 0+2 1+3 0+3 0+1 0+1 1+3 1+3 | 1h20'54"2 19'11"7 20'01"4 20'13"6 21'27"5 | +9'47"4  |
| 17   | 14-1 14-2 14-3 14-4 | Slovacchia Ivona Fialkova Nikola Lapinova Ondrej Kosztolanyi Peter Oravec    | 4+7 7+10 2+3 2+3 2+3 1+3 0+1 0+1 0+0 4+3 | 1h24'42"9 20'03"7 21'20"8 20'29"4 22'49"0 | +13'36"1 |
| DSQ  | 3-1 3-2 3-3 3-4     | Russia Ul'jana Kajševa Natalya Gerbulova Aleksei Kuznezov Ivan Galuškin      | 0+4 0+5 0+0 0+1 0+1 0+2 0+1 0+1 0+2 0+1  | 1h12'54"0 16'21"3 17'11"8 20'11"5 19'09"4 | DSQ      |

Legenda:
- Pos. = posizione
- Pett. = pettorale
- Pe = bersagli a terra non coperti
- Pr = ricariche utilizzate nei bersagli a terra
- Se = bersagli in piedi non coperti
- Sr = ricariche utilizzate nei bersagli in piedi
- DSQ = squalificati